# Lada Largus
De Lada Largus is een middenklasse combi die sinds 2012 wordt gebouwd door de Russische autofabrikant AvtoVAZ. De Largus is nagenoeg gelijk aan de eerste generatie Dacia Logan MCV die tussen 2006 en 2013 werd gebouwd.

## Beschrijving

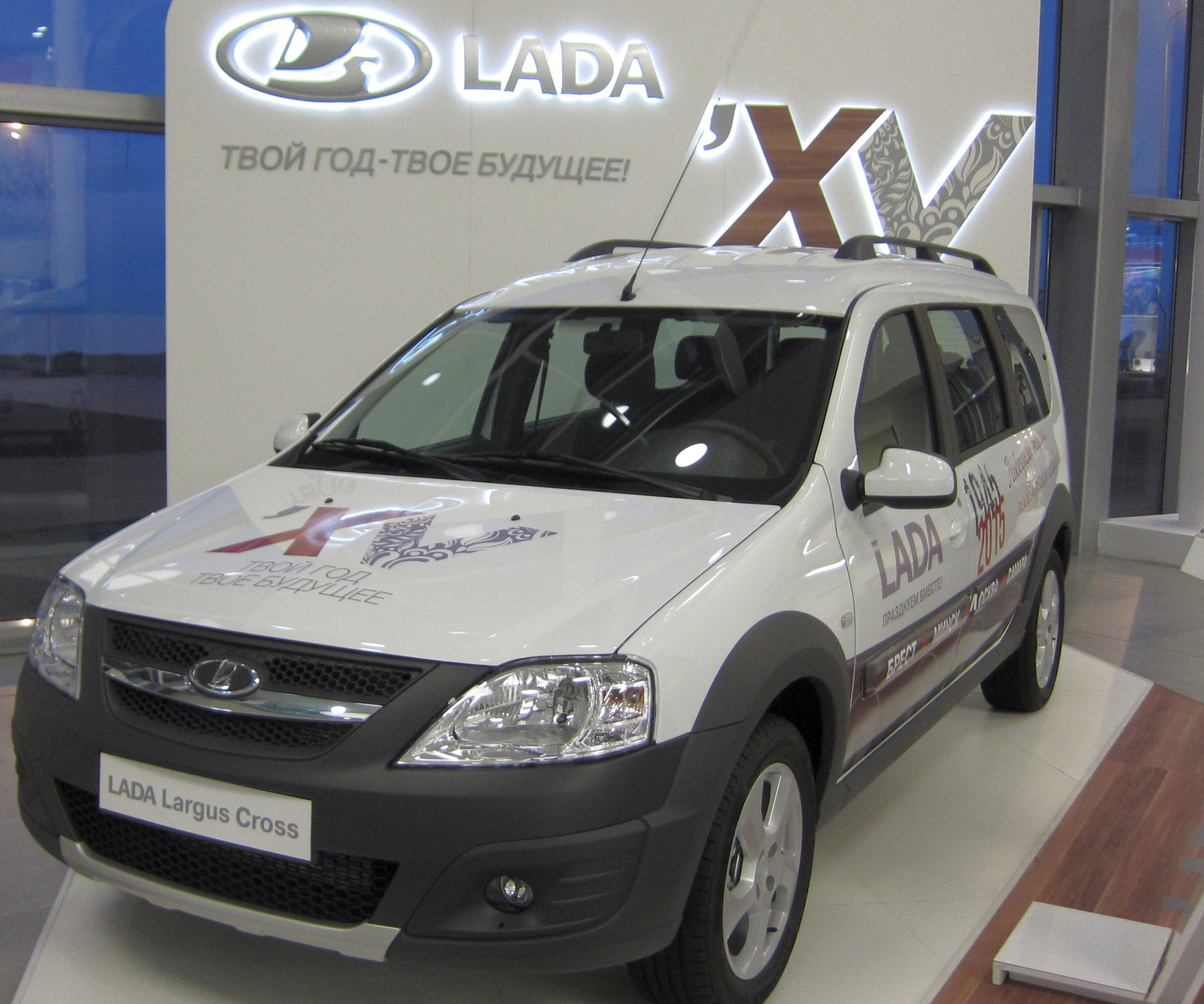
Lada Largus Cross

Nadat de productie van de Lada 2104 in 2012 werd gestaakt, had AvtoVAZ geen echt goedkope en ruime combi meer in het programma. De bestaande combimodellen van de Lada Kalina en Lada Priora waren beter afgewerkt en hadden een hogere prijs dan de 2104. Als nieuwe goedkope auto met veel laadcapaciteit was de Largus het eerste samenwerkingsproject tussen AvtoVAZ en Renault-Nissan.
De Largus is verkrijgbaar in twee versies: als personenauto (combi met vijf of zeven zitplaatsen) en als gesloten bestelwagen. Beide versies zijn beschikbaar met een van de twee leverbare benzinemotoren: een 1,6-liter met 8 kleppen (84 pk) of een 1,6-liter met 16 kleppen die 102 pk levert, beide gecombineerd met een vijfversnellingsbak. De enige belangrijke wijziging ten opzichte van het originele ontwerp van Dacia is de vormgeving van de grille, voorbumper en koplampen.
Op 4 april 2012 nam AvtoVAZ de Lada Largus in productie tijdens een ceremonie bijgewoond door Vladimir Poetin. De verkoop begon op 16 juli 2012, de bestelwagenversie ging in de verkoop in augustus 2012.
Sinds november 2014 is een Cross-uitvoering leverbaar, voorzien van kunststof beplating.

### Facelift
Medio 2019 kreeg de Largus een bescheide facelift. In de grille werd de enkele horizontale zilverkleurige lamel vervangen door twee zwarte exemplaren met in het midden daarvan het vernieuwde Lada-logo. De vernieuwde logo's staan ook op de wielen en het stuurwiel. Aan de achterzijde kreeg de Largus nieuwe achterlichten met reliëf en de merknaam Lada met grote letters op de linker achterdeur. Verder omvatte de facelift nieuw ontworpen stoffen stoelbekleding, motorisch veranderde er niets. De vanafprijs ligt in Rusland rond de 6.950 euro.
Modellen in productie:
Granta · 
Largus · 
Vesta · 
XRAY · 
Niva

Modellen niet meer in productie:
1200 · 
1300 · 
1500 · 
1600 · 
2105 · 
2107 · 
2104 · 
Oka · 
Samara · 
110 · 
111 · 
112 · 
Nadezjda ·
Kalina ·
Priora